# بيرغر روسينغرين
بيرغر روسينغرين (بالسويدية: Birger Rosengren)‏ هو لاعب كرة قدم سويدي، ولد في 29 أكتوبر 1917 في نورشوبينغ في السويد، وتوفي بنفس المكان في 15 أكتوبر 1977. شارك مع منتخب السويد لكرة القدم. أما مع النوادي، فقد لعب مع نادي نورشوبينغ.

## وصلات خارجية
- بيرغر روسينغرين على موقع الاتحاد الدولي (مؤرشف)  (الإنجليزية)
- بيرغر روسينغرين على موقع اتحاد السويد (السويدية)
- بيرغر روسينغرين على موقع قاعدة بيانات كرة القدم.إي يو (الإنجليزية)
- بيرغر روسينغرين على موقع ناشيونال فوتبول تيمز (الإنجليزية)
- بيرغر روسينغرين على موقع عالم كرة القدم.نت (الإنجليزية)
- بيرغر روسينغرين على موقع أوليمبيديا (الإنجليزية)
- بيرغر روسينغرين على موقع اللجنة الأولمبية السويدية (السويدية)